# Zschorlau
Zschorlau − miejscowość i gmina w Niemczech, w kraju związkowym Saksonia, w powiecie Erzgebirgskreis (do 31 lipca 2008 w powiecie Aue-Schwarzenberg), siedziba wspólnoty administracyjnej Zschorlau. Do 29 lutego 2012 należała do okręgu administracyjnego Chemnitz.

## Współpraca
- Dietenhofen, Bawaria